# James Vincent McMorrow
James Vincent McMorrow (* 14. Januar 1983 in Dublin) ist ein irischer Folkpopmusiker.

## Biografie
James Vincent McMorrow begann ursprünglich mit 15 Jahren als Schlagzeuger in Heavy-Metal-Bands. Erst mit 19 Jahren begann er mit der Gitarre im Stil der Singer-Songwriter der 1970er Jahre eigene Musik zu schreiben. Sein Markenzeichen ist seine hohe Stimme. Als Folksänger trat er in den Pubs seiner Heimatstadt auf und nahm auch eigene Stücke auf. Seine erste EP The Sparrow and the Wolf veröffentlichte er 2008. Sein Debütalbum hatte er nach halbjähriger Zurückgezogenheit an der irischen Küste im März 2010 fertiggestellt. Early in the Morning erreichte zwar nur Platz 22 der irischen Albumcharts, hielt sich aber 81 Wochen in den Top 75 und wurde schließlich mit Platin ausgezeichnet. Außerdem wurde es für den Choice Music Prize nominiert.
Nach dem Erfolg in der Heimat wuchs auch im Ausland das Interesse. Es folgten Auftritte in der Royal Festival Hall und im britischen Fernsehen bei Jools Holland und ein Jahr nach Erstveröffentlichung erschien das Album auch im Ausland. Es kam in mehreren europäischen Ländern in die Charts und in den USA erreichte es Platz 7 der Folkcharts. Einen weiteren Erfolg hatte er Ende 2011 mit einer Aufnahme des Songs Higher Love von Steve Winwood, die zu einem Singlehit wurde, als sie in der Fernsehwerbung eingesetzt wurde.
2012 tourte McMorrow unter anderem mit Bell X1 durch die USA. Außerdem gewann er einen European Border Breakers Award. Im Jahr darauf ging er nach Texas, um sein zweites Album Post Tropical aufzunehmen. Im Januar 2014 wurde es veröffentlicht und erreichte Platz 2 in Irland. Auch im Ausland war das Album erneut erfolgreich und in den USA schaffte er es auf Platz 76 der offiziellen Albumcharts.
Zehn Monate später folgte eine Deluxe-Version mit zusätzlich drei Remixen, zwei Live-Aufnahmen und drei neuen Stücken – inklusive Look Out, zu dem ein Video von Emma J Doyle veröffentlicht wurde.
Im Januar 2015 entschied McMorrow, das als Mitschnitt seines letzten Tourneeauftritts in Los Angeles entstandene Album Live at the Ace Hotel frei herunterladbar auf seiner Website zu publizieren.

## Diskografie
Alben
- 2010: Early in the Morning
- 2014: Post Tropical
- 2016: We Move
- 2017: True Care
- 2021: Grapefruit Season

EPs
- 2008: The Sparrow and the Wolf
- 2010: James Vincent McMorrow (nur in USA)

Lieder
- 2010: This Old Dark Machine
- 2010: The Sparrow and the Wolf
- 2010: If I Had a Boat
- 2010: If My Heart Should Somehow Stop
- 2011: Higher Love
- 2012: We Don’t Eat
- 2014: Cavalier (Video von Aoife McArdle)
- 2014: Red Dust (Video von Aoife McArdle)
- 2014: Glacier (Video von Aoife McArdle)
- 2014: Gold (Video von Robin Leveille)
- 2014: Look Out (Video von Emma J Doyle)